# Wealth Planet Perugia Volley 2020-2021
Questa voce raccoglie le informazioni riguardanti la Wealth Planet Perugia Volley nelle competizioni ufficiali della stagione 2020-2021.

## Stagione
Nella stagione 2020-21 la Wealth Planet Perugia Volley assume la denominazione sponsorizzata di Bartoccini Fortinfissi Perugia.
Raggiunge gli ottavi di finale nella Supercoppa italiana, eliminata dall'AGIL.
Partecipa per la seconda volta alla Serie A1; chiude la regular season di campionato al decimo posto in classifica, qualificandosi per i play-off scudetto, dove viene eliminata nei quarti di finale dall'AGIL.

## Organigramma societario
Area direttiva
- Presidente: Antonio Bartoccini

Area tecnica
- Allenatore: Fabio Bovari (fino al 28 ottobre 2020), Davide Mazzanti (dal 29 ottobre 2020)
- Allenatore in seconda: Daniele Panfili (fino al 28 ottobre 2020), Gabriele Tortorici (dal 1º novembre 2020)
- Assistente allenatore: Andrea Giovi (dal 30 ottobre 2020)

## Rosa
| N° | Nome                   | Ruolo | Data di nascita  | Nazionalità sportiva |
| -- | ---------------------- | ----- | ---------------- | -------------------- |
| 1  | Luisa Casillo          | C     | 8 luglio 1988    | Italia               |
| 2  | Kenia Carcaces         | S     | 23 gennaio 1986  | Cuba                 |
| 4  | Beatrice Agrifoglio    | P     | 1º gennaio 1994  | Italia               |
| 5  | Anastasia Scarabottini | S     | 12 ottobre 2004  | Italia               |
| 6  | Giada Cecchetto        | L     | 6 giugno 1991    | Italia               |
| 7  | Isabella Di Iulio      | P     | 26 novembre 1991 | Italia               |
| 8  | Chiara Rumori          | L     | 16 giugno 1998   | Italia               |
| 9  | Lucija Mlinar          | S     | 6 maggio 1995    | Croazia              |
| 10 | Nicole Koolhaas        | C     | 31 gennaio 1991  | Paesi Bassi          |
| 11 | Serena Ortolani        | O     | 7 gennaio 1987   | Italia               |
| 12 | Veronica Angeloni      | S     | 6 luglio 1986    | Italia               |
| 16 | Helena Havelková       | S     | 25 luglio 1988   | Rep. Ceca            |
| 19 | Freya Aelbrecht        | C     | 10 febbraio 1990 | Belgio               |

## Mercato
| Acquisti | Acquisti               | Acquisti          | Acquisti   |
| R.       | Nome                   | da                | Modalità   |
| -------- | ---------------------- | ----------------- | ---------- |
| C        | Freya Aelbrecht        | Türk Hava Yolları | definitivo |
| P        | Beatrice Agrifoglio    | Cuneo Granda      | definitivo |
| S        | Kenia Carcaces         | Casalmaggiore     | definitivo |
| P        | Isabella Di Iulio      | Pro Victoria      | definitivo |
| S        | Helena Havelková       | Dinamo Mosca      | definitivo |
| C        | Nicole Koolhaas        | Yeşilyurt         | definitivo |
| S        | Lucija Mlinar          | Dresdner          | definitivo |
| O        | Serena Ortolani        | Pro Victoria      | definitivo |
| L        | Chiara Rumori          | Maniago Pordenone | definitivo |
| S        | Anastasia Scarabottini | Media Umbria      | definitivo |

| Cessioni | Cessioni              | Cessioni        | Cessioni   |
| R.       | Nome                  | a               | Modalità   |
| -------- | --------------------- | --------------- | ---------- |
| S        | Regiane Bidias        | Pałac Bydgoszcz | definitivo |
| L        | Eleonora Bruno        | Clementina      | definitivo |
| S        | Aleksandra Crnčević   | Partizan        | definitivo |
| P        | Ilaria Demichelis     | Marsala         | definitivo |
| S        | Rebecka Lazić         | San Casciano    | definitivo |
| C        | Sara Menghi           | Cutrofiano      | definitivo |
| C        | Giulia Mio Bertolo    | Bergamo         | definitivo |
| S/O      | Rosamaria Montibeller | Casalmaggiore   | definitivo |
| P        | August Raskie         | Béziers         | definitivo |
| C        | Ema Strunjak          | Vasas           | definitivo |

## Risultati

### Serie A1

#### Girone di andata
| 1ª giornata - 19 settembre 2020 PalaEvangelisti, Perugia          | Wealth Planet Perugia | 0 - 3 | Chieri '76            | 22-25, 18-25, 20-25               |
| 2ª giornata - 27 settembre 2020 Palazzetto dello Sport, Scandicci | Savino Del Bene       | 3 - 1 | Wealth Planet Perugia | 17-25, 25-20, 25-22, 25-22        |
| 3ª giornata - 4 ottobre 2020 PalaEvangelisti, Perugia             | Wealth Planet Perugia | 3 - 1 | Cuneo Granda          | 25-23, 22-25, 27-25, 25-19        |
| 4ª giornata - 10 ottobre 2020 PalaRadi, Cremona                   | Casalmaggiore         | 3 - 0 | Wealth Planet Perugia | 25-17, 25-20, 25-17               |
| 5ª giornata - 14 ottobre 2020 PalaSanbapolis, Trento              | Trentino Rosa         | 3 - 0 | Wealth Planet Perugia | 25-23, 25-21, 25-19               |
| 6ª giornata - 18 ottobre 2020 PalaEvangelisti, Perugia            | Wealth Planet Perugia | 0 - 3 | Imoco                 | 18-25, 15-25, 21-25               |
| 7ª giornata - 25 ottobre 2020 Palazzetto dello sport, Bergamo     | Bergamo               | 3 - 1 | Wealth Planet Perugia | 25-17, 25-20, 19-25, 27-25        |
| 8ª giornata - 28 novembre 2020 PalaEvangelisti, Perugia           | Wealth Planet Perugia | 2 - 3 | UYBA                  | 23-25, 23-25, 25-17, 25-23, 12-15 |
| 10ª giornata - 5 dicembre 2020 PalaEvangelisti, Perugia           | Wealth Planet Perugia | 0 - 3 | AGIL                  | 18-25, 21-25, 12-25               |
| 11ª giornata - 8 novembre 2020 PalaGeorge, Montichiari            | Millenium Brescia     | 2 - 3 | Wealth Planet Perugia | 21-25, 18-25, 25-19, 25-17, 13-15 |
| 12ª giornata - 15 novembre 2020 Palazzetto dello Sport, Monza     | Pro Victoria          | 3 - 1 | Wealth Planet Perugia | 26-28, 25-20, 25-23, 25-21        |
| 13ª giornata - 21 novembre 2020 PalaEvangelisti, Perugia          | Wealth Planet Perugia | 3 - 1 | San Casciano          | 26-24, 16-25, 29-27, 25-9         |

#### Girone di ritorno
| 14ª giornata - 10 febbraio 2021 PalaMaddalene, Chieri         | Chieri '76            | 2 - 3 | Wealth Planet Perugia | 23-25, 25-22, 26-24, 22-25, 11-15 |
| 15ª giornata - 20 gennaio 2021 PalaEvangelisti, Perugia       | Wealth Planet Perugia | 1 - 3 | Savino Del Bene       | 16-25, 25-23, 18-25, 21-25        |
| 16ª giornata - 17 febbraio 2021 PalaCastagnaretta, Cuneo      | Cuneo Granda          | 2 - 3 | Wealth Planet Perugia | 22-25, 25-17, 25-20, 24-26, 13-15 |
| 17ª giornata - 3 febbraio 2021 PalaEvangelisti, Perugia       | Wealth Planet Perugia | 0 - 3 | Casalmaggiore         | 18-25, 21-25, 17-25               |
| 18ª giornata - 7 marzo 2021 PalaEvangelisti, Perugia          | Wealth Planet Perugia | 3 - 1 | Trentino Rosa         | 21-25, 25-19, 25-18, 25-7         |
| 19ª giornata - 17 gennaio 2021 PalaVerde, Villorba            | Imoco                 | 3 - 1 | Wealth Planet Perugia | 23-25, 25-22, 25-21, 25-15        |
| 20ª giornata - 31 gennaio 2021 PalaEvangelisti, Perugia       | Wealth Planet Perugia | 0 - 3 | Bergamo               | 20-25, 20-25, 18-25               |
| 21ª giornata - 6 gennaio 2021 PalaPiantanida, Busto Arsizio   | UYBA                  | 3 - 0 | Wealth Planet Perugia | 25-20, 25-18, 26-24               |
| 23ª giornata - 14 febbraio 2021 PalaTerdoppio, Novara         | AGIL                  | 3 - 0 | Wealth Planet Perugia | 25-19, 27-25, 25-22               |
| 24ª giornata - 24 gennaio 2021 PalaEvangelisti, Perugia       | Wealth Planet Perugia | 3 - 1 | Millenium Brescia     | 25-14, 25-18, 14-25, 25-20        |
| 25ª giornata - 20 febbraio 2021 PalaEvangelisti, Perugia      | Wealth Planet Perugia | 1 - 3 | Pro Victoria          | 20-25, 25-19, 23-25, 13-25        |
| 26ª giornata - 27 febbraio 2021 Nelson Mandela Forum, Firenze | San Casciano          | 1 - 3 | Wealth Planet Perugia | 22-25, 16-25, 25-21, 19-25        |

#### Play-off scudetto
| Ottavi di finale (gara 1) - 20 marzo 2021 2021 PalaEvangelisti, Perugia | Wealth Planet Perugia | 3 - 1 | Cuneo Granda          | 27-25, 22-25, 25-21, 25-17 |
| Ottavi di finale (gara 2) - 24 marzo 2021 PalaCastagnaretta, Cuneo      | Cuneo Granda          | 0 - 3 | Wealth Planet Perugia | 18-25, 17-25, 11-25        |
| Quarti di finale (gara 1) - 27 marzo 2021 PalaTerdoppio, Novara         | AGIL                  | 3 - 1 | Wealth Planet Perugia | 18-25, 25-22, 25-20, 25-17 |
| Quarti di finale (gara 2) - 31 marzo 2021 PalaEvangelisti, Perugia      | Wealth Planet Perugia | 1 - 3 | AGIL                  | 22-25, 14-25, 25-20, 22-25 |

### Supercoppa italiana
| Ottavi di finale - 29 agosto 2020 PalaTerdoppio, Novara | AGIL | 3 - 1 | Wealth Planet Perugia | 25-19, 27-29, 25-16, 25-12 |

## Statistiche

### Statistiche di squadra
| Competizione        | Punti | In casa | In casa | In casa | In trasferta | In trasferta | In trasferta | Totale | Totale | Totale |
| Competizione        | Punti | G       | V       | P       | G            | V            | P            | G      | V      | P      |
| ------------------- | ----- | ------- | ------- | ------- | ------------ | ------------ | ------------ | ------ | ------ | ------ |
| Serie A1            | 22    | 14      | 5       | 9       | 14           | 5            | 9            | 28     | 10     | 18     |
| Supercoppa italiana | -     | -       | -       | -       | 1            | 0            | 1            | 1      | 0      | 1      |
| Totale              | -     | 14      | 5       | 9       | 15           | 5            | 10           | 29     | 10     | 19     |

G = partite giocate; V = partite vinte; P = partite perse

### Statistiche dei giocatori
| Giocatore       | Serie A1 | Serie A1 | Serie A1 | Serie A1 | Serie A1 | Supercoppa italiana | Supercoppa italiana | Supercoppa italiana | Supercoppa italiana | Supercoppa italiana | Totale | Totale | Totale | Totale | Totale |
| Giocatore       | P        | PT       | AV       | MV       | BV       | P                   | PT                  | AV                  | MV                  | BV                  | P      | PT     | AV     | MV     | BV     |
| --------------- | -------- | -------- | -------- | -------- | -------- | ------------------- | ------------------- | ------------------- | ------------------- | ------------------- | ------ | ------ | ------ | ------ | ------ |
| F. Aelbrecht    | 28       | 188      | 123      | 57       | 8        | 1                   | 10                  | 5                   | 3                   | 2                   | 29     | 198    | 128    | 60     | 10     |
| B. Agrifoglio   | 21       | 7        | 1        | 6        | 0        | 0                   | 0                   | 0                   | 0                   | 0                   | 21     | 7      | 1      | 6      | 0      |
| V. Angeloni     | 24       | 158      | 144      | 10       | 4        | 1                   | 14                  | 13                  | 1                   | 0                   | 25     | 172    | 157    | 11     | 4      |
| K. Carcaces     | 25       | 298      | 261      | 20       | 17       | -                   | -                   | -                   | -                   | -                   | 25     | 298    | 261    | 20     | 17     |
| L. Casillo      | 16       | 26       | 19       | 7        | 0        | 1                   | 2                   | 0                   | 2                   | 0                   | 17     | 28     | 19     | 9      | 0      |
| G. Cecchetto    | 28       | 0        | 0        | 0        | 0        | 1                   | 0                   | 0                   | 0                   | 0                   | 29     | 0      | 0      | 0      | 0      |
| I. Di Iulio     | 28       | 51       | 32       | 11       | 8        | 1                   | 1                   | 1                   | 0                   | 0                   | 29     | 52     | 33     | 11     | 8      |
| H. Havelková    | 27       | 291      | 245      | 27       | 19       | 1                   | 5                   | 3                   | 0                   | 2                   | 28     | 296    | 248    | 27     | 21     |
| N. Koolhaas     | 28       | 216      | 148      | 65       | 3        | 1                   | 4                   | 2                   | 2                   | 0                   | 29     | 220    | 150    | 67     | 3      |
| L. Mlinar       | 24       | 36       | 27       | 1        | 8        | 0                   | 0                   | 0                   | 0                   | 0                   | 24     | 36     | 27     | 1      | 8      |
| S. Ortolani     | 28       | 376      | 337      | 25       | 14       | 1                   | 12                  | 11                  | 1                   | 0                   | 29     | 388    | 348    | 26     | 14     |
| C. Rumori       | 11       | 0        | 0        | 0        | 0        | 1                   | 0                   | 0                   | 0                   | 0                   | 12     | 0      | 0      | 0      | 0      |
| A. Scarabottini | 6        | 2        | 1        | 0        | 1        | 0                   | 0                   | 0                   | 0                   | 0                   | 6      | 2      | 1      | 0      | 1      |

P = presenze; PT = punti totali; AV = attacchi vincenti; MV = muri vincenti; BV = battute vincenti